# Joachim Raff
Joseph Joachim Raff (27. května 1822 Lachen, Švýcarsko – 24. června 1882 Frankfurt nad Mohanem) byl německý hudební skladatel a pedagog švýcarského původu. Byl hudebně velmi plodný a ve své době populární a ceněný. Po smrti byl však prakticky zapomenut a teprve v 21. století dochází k obnově zájmu o jeho dílo. Je autorem šesti oper, jedenácti dochovaných symfonií a mnoha dalších skladeb.